# Bradbury Science Museum
Bradbury Science Museum (česky Bradburyho vědecké muzeum) se nachází v centru města Los Alamos, na adrese 1350 Central Avenue ve státě Nové Mexiko v USA. Bylo založeno v roce 1953 jako hlavní muzejní expozice Národní laboratoře Los Alamos s cílem prezentovat projekt Manhattan. Mezi prvními exponáty muzea byly tehdy odtajněné artefakty a dokumenty z druhé světové války. Mezi další exponáty patří modely atomových bomb Little Boy a Fat Man ve skutečné velikosti.
Expozice byla postupně rozšiřována na asi 60 interaktivních exponátů a obsahuje také nové expozice z dalších oborů, např. výzkum planety Mars (laboratoř se podílela na vývoji vozítka Curiosity), nanotechnologie, biopaliva, historie superpočítačů nebo Los Alamos Neutron Science Center. Muzeum je otevřeno celoročně od úterý do neděle a vstup do muzea je zdarma, doporučený čas na prohlídku je 2 až 3 hodiny.

## Vznik muzea
Robert Krohn, který dohlížel na počátky jaderných zkoušek v tehdejší laboratoři v Los Alamos, byl přesvědčen, že toto zařízení potřebuje muzeum, kde by byly uloženy historické památky související s výzkumem a s projektem Manhattan. Krohn v roce 1953 přesvědčil Norrise Bradburyho (ředitel laboratoře v letech 1945–1970), že muzeum by mělo uchovat historii laboratoře a výzkumů a poskytnout návštěvníkům místo, kde by se mohli seznámit s programy a výsledky laboratoře.
Prvním budovou muzea se stala stará ledárna na břehu rybníka Ashley, naproti Fuller Lodge (tedy v areálu bývalé Los Alamos Ranch School, jejíž budovy se za války staly základem pro budování města Los Alamos). Ledárna již obsahovala trezorovou místnost a splňovala tak bezpečnostní normy pro umístění utajovaných exponátů, které chtěl Krohn uchovat. Muzeum v ledárně bylo poprvé otevřeno návštěvníkům v roce 1954. V roce 1963 projevil Robert Porton, ředitel pro vztahy s veřejností v Laboratoři, zájem rozšířit muzeum o další neutajované exponáty. 
Norris Bradbury schválil přemístění neutajovaných exponátů do prostoru přístupného veřejnosti a brzy byly vystaveny dokumenty a fotografie z období druhé světové války, sledující vývoj města a laboratoře, spolu s vědeckými memorabiliemi a pracovními modely neutajovaných výzkumných projektů. V tomto roce navštívilo muzeum 14 000 návštěvníků z celých USA a také ze 40 zemí světa. V roce 1965 bylo muzeum přestěhováno do větších prostor. Rozsah a počet exponátů rychle rostl a zahrnoval mnoho praktických modelů, kterými přispěly vědecké skupiny a oddělení v rámci laboratoře.

## Jako Bradbury Science Museum
Původní název muzea byl Los Alamos National Laboratory Museum neboli zkráceně LANL Museum. V roce 1970 bylo rozhodnuto muzeum přejmenovat na počest Norrise Edwina Bradburyho. Tento významný fyzik se podílel na projektu Manhattan. Vedl Implosion Experimentation Group a mimo jiné  měl na starosti celkovou přípravu finální montáže plutoniové bomby pro první jaderný test Trinity, který byl uskutečněn v červenci 1945 na testovací střelnici u města Alamogordo v Novém Mexiku (nyní White Sands Missile Range). Poté co 16. října 1945 Robert Oppenheimer rezignoval na funkci ředitele projektu, převzal Bradbury tuto funkci ve velmi obtížném období. Nakonec zůstal ředitelem Los Alamos National Laboratory až do roku 1970, tedy 25 let a mnohem déle než jakýkoli jiný ředitel.
Nejprve se muzeum jmenovalo Norris E. Bradbury Science Museum, posléze byl název zjednodušen a zkrácen do současné podoby, tedy Bradbury Science Museum. V roce 1981 proběhla rozsáhlá rekonstrukce muzea. Modernizovány byly všechny expozice, byly zavedeny videokazety, videodisky a interaktivní počítačové programy. Mezi nové exponáty patřila bojová hlavice Mark 12A, modely satelitů Vela (sloužily pro monitorování dodržování dohody LTBT o částečném zákazu testování jaderných zbraní) a komunikační družice Navistar nebo raketa s plochou dráhou letu.

## Přesun do centra Los Alamos
V druhé polovině 80. let dosahovala roční návštěvnost muzea kolem 80 000 lidí, což přinášelo problémy s příjezdem a parkováním pro návštěvníky. Vedení laboratoře začalo zkoumat možnosti přemístění muzea. Nakonec bylo rozhodnuto postavit zcela novou budovu, která bude současně lépe vyhovovat i požadavkům samotného muzea. Budovu s charakteristickými sloupy a překladem nad vchodem navrhla společnost William Agnew and Associates a muzeum se do nových prostor na Central Avenue přestěhovalo v dubnu 1993.

## Fotogalerie

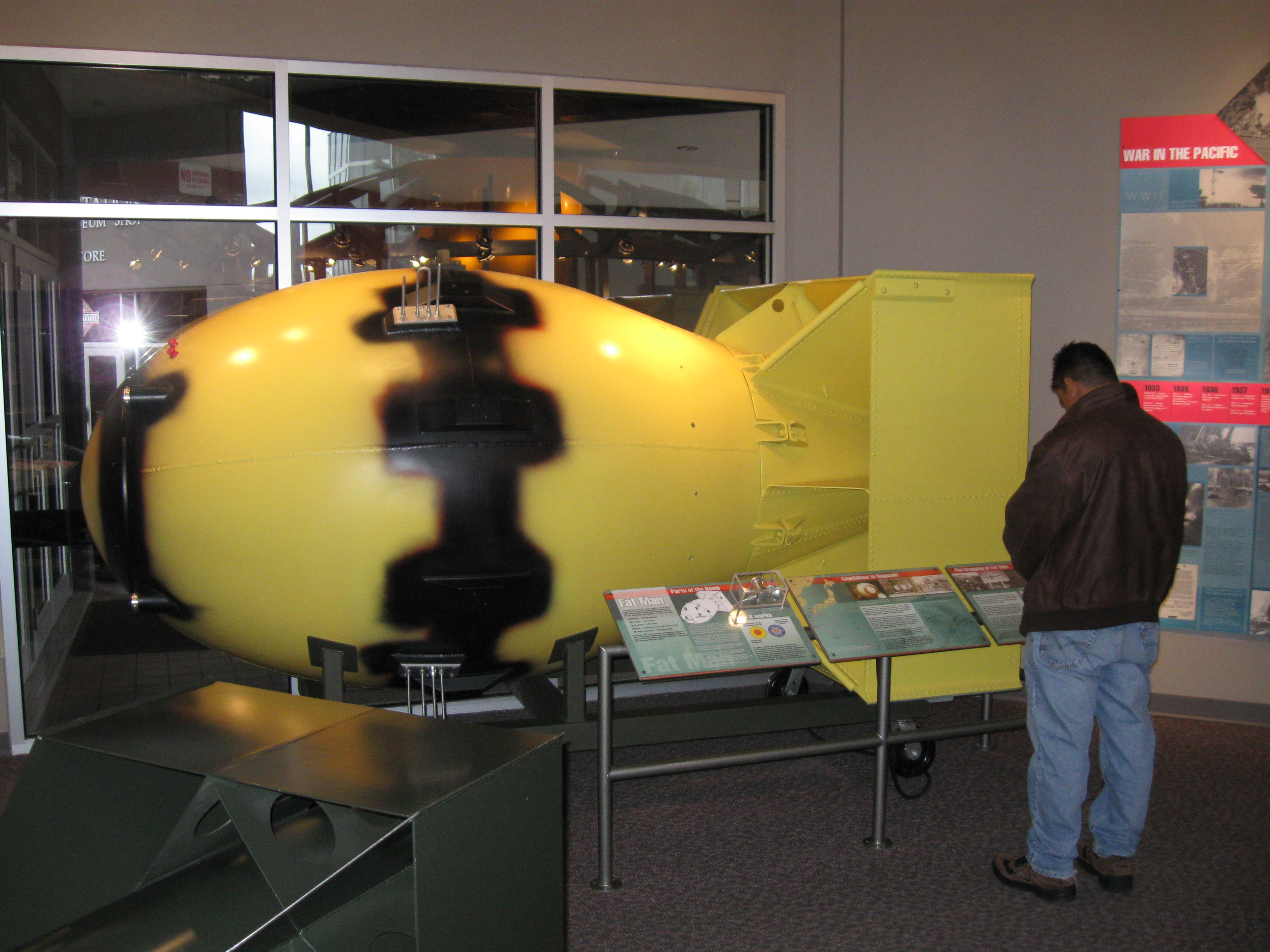
Přesný model bomby Fat Man ve skutečné velikosti
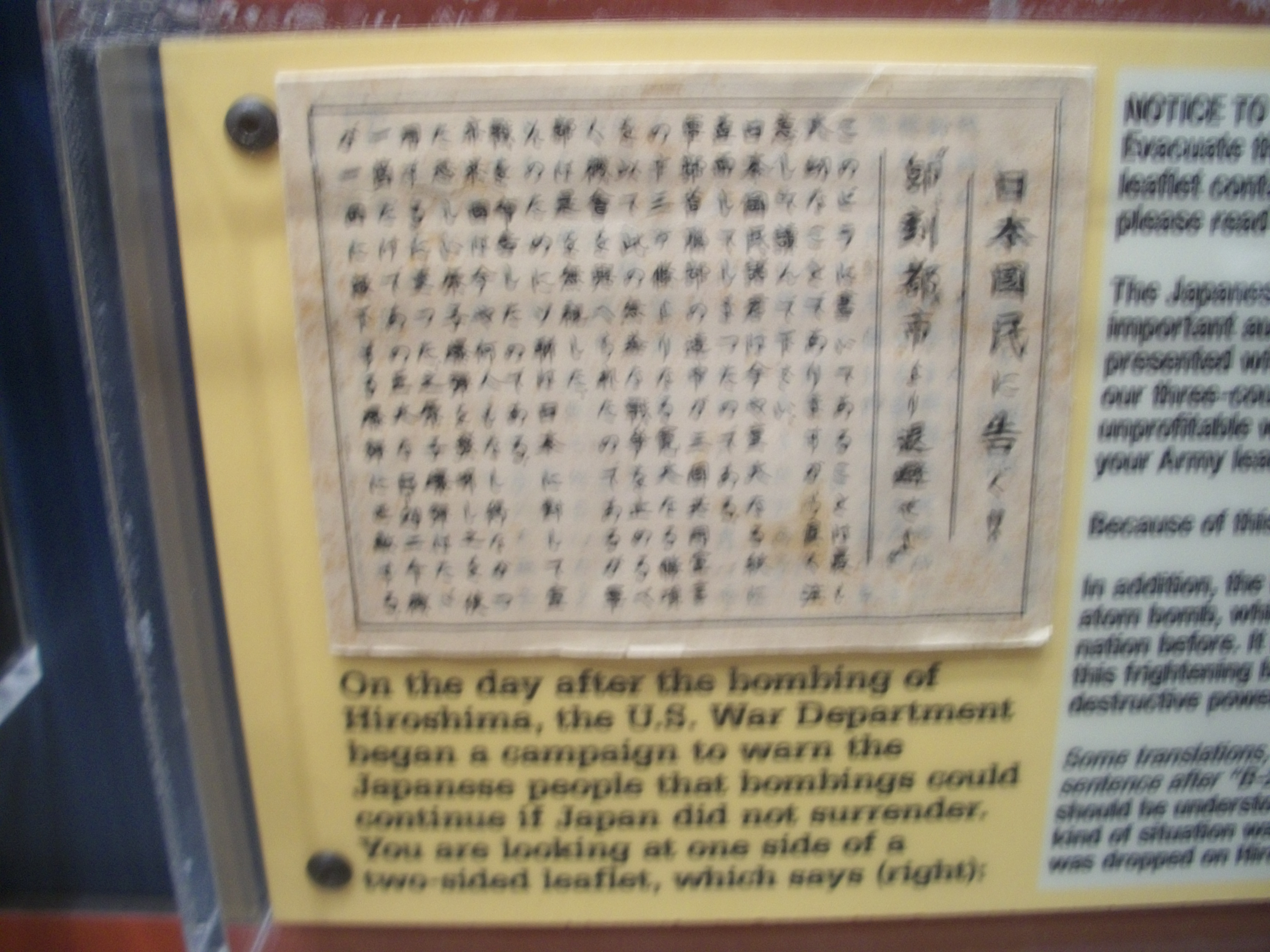
Jeden z tisíců letáků, které varovaly Japonce před dalšími bombami, pokud se vláda nevzdá
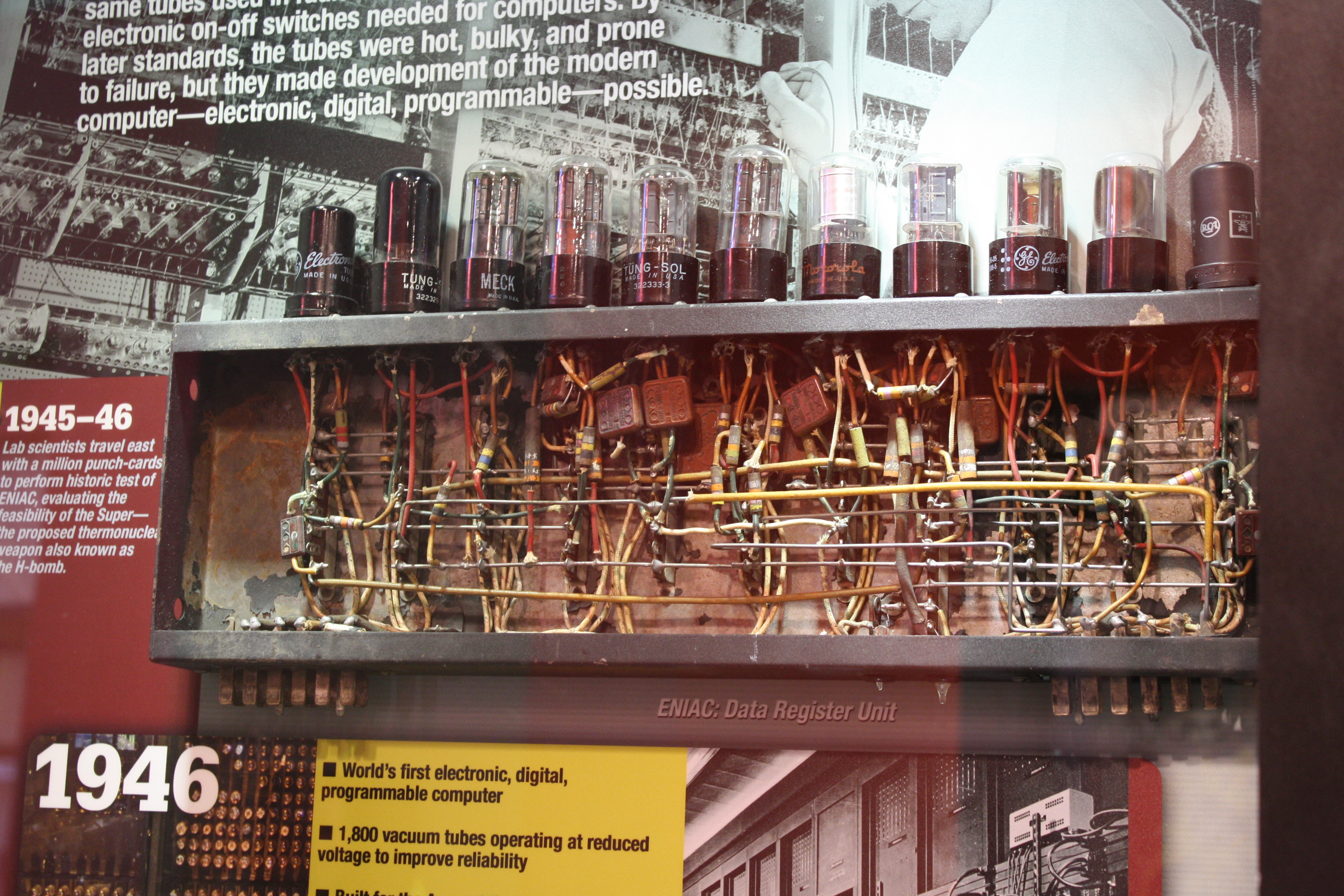
Malá část elektronkového počítače ENIAC (1946)
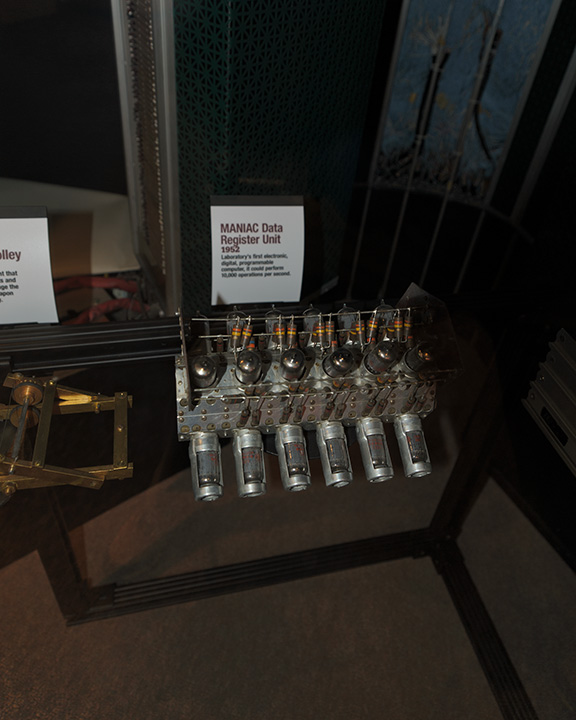
Počítač MANIAC: Data Register Unit (1952)

## Manhattan Project National Historical Park
Několik historických autentických budov a technologických zařízení, spojených s projektem Manhattan a nacházejících se v Los Alamos bylo nejprve v roce 1965 prohlášeno za národní historickou památku (National Historic Landmark).  V roce 2015 pak byly vybrané objekty začleněny do nově vzniklého Manhattan Project National Historical Park. 
Tento historický park zahrnuje řadů objektů ve třech nejvýznamnějších lokalitách projektu Manhattan: tzv. „Site X v Oak Ridge, Tennessee, „Site W v Hanfordu“, stát Washington a „Site Y“ neboli Los Alamos a jeho národní laboratoř v Novém Mexiku a jedná se o společný projekt National Park Service a Department of Energy, které objekty vlastní.  
Bradbury Science Museum není přímo součástí tohoto historického parku (tam jsou zahrnuty historické budovy a zařízení, např. reaktory a technologické komplexy), ale muzeum je k projektu přičleněno a je rovněž propagováno na stránkách  National Park Service, který zajišťuje exkurze, průvodcovské a další služby pro tyto historické objekty.. Obdobně je zde propagováno též American Museum of Science and Energy (AMSE) v Oak Ridge, Tennessee.